# Lycaena auronitens
Lycaena auronitens är en fjärilsart som beskrevs av Schultz 1905. Lycaena auronitens ingår i släktet Lycaena och familjen juvelvingar. Inga underarter finns listade i Catalogue of Life.